# باشگاه فوتبال فارکو
باشگاه فوتبال فارکو (عربی: نادي فاركو لكرة القدم) یک باشگاه فوتبال مصری مستقر در اسکندریه است که در حال حاضر در لیگ برتر فوتبال مصر، بالاترین سطح لیگ فوتبال در این کشور به فعالیت می‌پردازد.